# Fritz Steuben
Fritz Steuben, eigentlich Erhard Wittek (* 3. Dezember 1898 in Wongrowitz, Deutsches Reich; † 4. Juni 1981 in Pinneberg) war ein deutscher Schriftsteller. Bekannt ist er heute vor allem durch seine Indianerroman-Reihe um den Shawano-Führer Tecumseh.

## Leben
Wittek war der Sohn eines Bauern und absolvierte das Gymnasium in Posen. Er nahm ab 1917 als einfacher Soldat im Füsilier-Regiment Nr. 37 am Ersten Weltkrieg teil. Er geriet im Sommer 1918 in der Abwehrschlacht an der Marne in französische Kriegsgefangenschaft, aus der er erst 1919 zurückkehrte. Anschließend machte er eine Lehre als Buchhändler und wurde schließlich Herstellungsleiter im Verlag Franckh-Kosmos in Stuttgart.
1937 zog Wittek nach Neustrelitz, dann nach Hameln und 1955 nach Pinneberg und arbeitete als freier Schriftsteller. Von 1937 bis 1941 war er Herausgeber der Bücherei der Jugend.

## Literarisches Schaffen
Von 1929 bis 1952 verfasste Wittek unter dem Pseudonym Fritz Steuben Indianererzählungen: Acht Bücher eines Tecumseh-Zyklus, der das Leben des Häuptlings der Shawano Tecumseh von der Kindheit bis zu dessen Tod schildert – nach allerdings nicht immer zutreffenden geschichtlichen Quellen.
In der Zeit des Nationalsozialismus schrieb er Kriegsliteratur im Sinne des Nationalsozialismus, so etwa seine 1933 herausgekommenen Kriegserinnerungen Durchbruch anno achtzehn. Ein Fronterlebnis oder sein 1940 im Auftrag der NSDAP veröffentlichtes Buch Der Marsch nach Lowitsch, in dem er den Überfall auf Polen aus nationalsozialistischer Sicht („Polenfeldzug“) beschreibt. Die nazistische Literaturkritik verglich ihn mit Edwin Erich Dwinger. Der Reichsstatthalter und Gauleiter des Warthegaus, Arthur Greiser, äußerte 1941 in seiner Laudatio bei der Verleihung des Clausewitz-Preises der Reichsstelle für Deutsche Ostforschung an Wittek, dass dieser mit seinen Werken seit Jahren die Erhöhung der Wehrkraft und des Wehrwillens unserer Nation für den deutschen Ostraum entscheidend gefördert habe.
Wittek äußerte in einem Aufsatz in dieser Zeit die Meinung, dass man als Schriftsteller die Jugend nur dann ansprechen könne, wenn man eine Haltung vertrete, die „ihrer eigenen, ihrer heutigen, ihrer nationalsozialistischen Haltung entspricht“. Als seine literarischen Vorbilder, deren Werke den „Durst insbesondere der männlichen Jugend nach Eroberung der Welt“ stillen, nennt er James Fenimore Cooper, Jack London und Rudyard Kipling.
So sind auch Witteks Bücher der Tecumseh-Reihe, deren Kampfesschilderungen der Indianerkriege den Beschreibungen der Schlachten des Ersten Weltkriegs ähneln, von nationalsozialistischen Vorstellungen beeinflusst. Zumeist schildert er die Indianer als "im Kampf zügelloser und blutdürstiger als die Germanen". Dabei stellt er Tecumseh als "Edelindianer" und "Führernatur" dar. Als Indianerhäuptling durch Aggressoren bedrohter einheimischer Völker stand Tecumseh allerdings im geschichtlichen Widerspruch und entgegen der Rassenideologie der Nationalsozialisten und der Forderung von Will Vesper, „mit aller weichlichen literarischen Farbigenschwärmerei“ Schluss zu machen.
Nach dem Ende des NS-Staates vermied Steuben es, mit offen nazistischer Tendenz zu schreiben.

## Rezeption
Witteks Bücher erreichten bereits in den 1930er Jahren eine Auflage von 790.000 Stück. Die Tecumseh-Reihe wurde auch nach dem Zweiten Weltkrieg wieder verlegt und war erfolgreich. Der Schriftsteller und Literaturkritiker Wieland Freund stellt hierzu 2010 in einem Beitrag in der „Welt“ fest, dass Steuben bei der Neuauflage Ende der 1940er und Anfang der 1950er Jahre seine während der NS-Zeit geschriebenen Romane zwar bearbeitet und um rassistische Passagen entschärft habe, dass allerdings Themen wie Führer- und Gefolgschaftstreue bestehen blieben. Zwischen 1997 und 1999 erschien bei Frankh, wo bereits die Erstausgabe in den 1930er Jahren herausgekommen war, eine von Nina Schindler „ideologisch entschlackte“ Ausgabe der Tecumseh-Bände.
Viele seiner Schriften wurden in der Sowjetischen Besatzungszone auf die Liste der auszusondernden Literatur gesetzt.
Durch seine als spannend empfundenen Indianergeschichten hat Steuben viele Bewunderer und ist bis in die Gegenwart von Rezensenten positiv aufgenommen worden. Sein Schriftstellerkollege Hans Lipinsky-Gottersdorf beschreibt ihn 1961 in seinen Geschichten der Mannhaftigkeit (Neue Sammlung, Heft 4 von 1961, S. 324f.) als „Dichter der Mannhaftigkeit“, die allerdings [leider] „hierzulande arg in Verruf geraten“ sei. Auch in jüngster Zeit gibt es viele positive Besprechungen, nunmehr jedoch ohne Rückgriff auf „in Verruf geratenes“ Vokabular. So schreibt Klaus Peter Creamer in der Fachzeitschrift für Kinder- und Jugendmedien Eselsohr (Heft 1 von 1998, S. 14): „So bleiben Steubens Bücher spannende Abenteuergeschichten mit tollen Handlungen und hehren Helden. Bewahrenswerte Literatur für nachfolgende Generationen.“ Das Lexikon der Abenteuer- und Reiseliteratur von 1999 hebt auf Seite 302f. Steubens „hervorragende Recherche“ für seine Tecumseh-Romane hervor, die ein „fester Kern der deutschen Jugendbuchliteratur“ seien. In diesem Sinne schreibt auch Nina Schindler 1997 in einem Geleitwort zu dem von ihr überarbeiteten Der Strahlende Stern: „Seine Protagonisten haben wirklich gelebt, die Ereignisse haben an den beschriebenen Schauplätzen stattgefunden, und so entwarf er ein realistisches Bild von den Kämpfen zwischen Weiß und Rot.“ Zu betonen ist jedoch, dass auch Steuben selbst sich mehrfach dazu bekannte, dass er sich die literarische Freiheit nahm und Teile seiner Geschichten „völlig frei erfunden“ waren.
In jüngerer Zeit wird im Rahmen der Auseinandersetzung mit der Jugendliteratur im Nationalsozialismus verstärkt die Rolle von Steubens Romanen für die Verbreitung nationalsozialistischer Ideologie diskutiert. Beate Kröger und Thorsten Meiser (1992) erkennen in dem indianischen Helden Tecumseh wie auch in seinem weißen Pendant Daniel Boone nach dem Führerprinzip handelnde Figuren. Ebenso seien die „Hunde“, denen Tecumseh vorsteht und die eine Horde von Elitekriegern bei den Indianern darstellen, letztlich als Polizei anzusehen, deren Befugnisse denen der Gestapo ähnlich seien. Die „Hunde“ haben in der Originalausgabe als Symbol eine Art Liktorenbündel, das allerdings nicht der Gestapo, sondern den italienischen Faschisten als Zeichen diente. Die endgültige Überlegenheit der weißen Rasse werde dann durch die Darstellung des Sieges der Weißen herausgestellt. Tecumseh erkenne letztlich die Überlegenheit und den Sieg der Weißen an, da diese sich zusammenschließen konnten und „im Krieg einer befehlen muß, und daß alle anderen zu gehorchen hatten“.
Winfred Kaminski (1999) hebt die Parallelen der Indianergeschichten mit den Kriegserinnerungen hervor, durch die eine mit der nationalsozialistischen Ideologie eng verknüpfte militaristische und imperialistische Weltanschauung verbreitet werde. Nach seinen Feststellungen ist Steubens Tecumseh-Reihe beeinflusst durch literarische Vorbilder wie James Fenimore Coopers „Streit der Rassen“, Jack Londons „Kampf ums Dasein“ und Rudyard Kiplings „Imperialismus“ („The White Man’s Burden“). Als Grundideologie von Steuben beschreibt Kaminski daher Rassen- und Kampfesideologie, Herrenmenschentum und Volksmythos. Durch die Parallelisierung des „Landraubs“ durch die Polen nach dem Ersten Weltkrieg – Witteks Geburtsort war 1918 an das wiedergegründete Polen gefallen – und die weißen Amerikaner einerseits sowie die Rolle der Deutschen und der Indianer als „Flüchtlinge und Menschen ohne Heimat“ andererseits bringe er auch seinen Wunsch nach Revision des Versailler Vertrags zum Ausdruck.
Wieland Freund stellt in der „Welt“ vom 21. November 2010 und nochmals in einem Interview mit Susanne Führer von Deutschlandradio Kultur im November 2011 Fritz Steuben als einen der „alten NS-Schreiber“, die mit den „gleichen Geschichten mit Obrigkeitstreue und Militarismus und allem drum und dran“ nach dem Zweiten Weltkrieg weitermachten, den vier Nachkriegs-Jugendbuchautoren Max Kruse, Michael Ende, Otfried Preußler und James Krüss gegenüber, die darauf „mit einer dezidiert kleinen Literatur reagierten, die die Autonomie der Kindheit hochhielt und Frieden, Freiheit und Fantasie wollte“.

## Übersetzungen in andere Sprachen
Sechs Bände der Tecumseh-Reihe (alle mit Ausnahme von Schneller Fuß und Pfeilmädchen) wurden ins Tschechische übersetzt und von 1937 bis 1941 in der Tschechoslowakei bzw. dem Protektorat Böhmen und Mähren vom Prager Verlag Josef Richard Vilímek herausgebracht. Eine neue tschechische Ausgabe in vier Bänden erschien bei Albatros in Prag von 1971 bis 1979 sowie erneut von 1985 bis 1987. Zwischen 1939 und 1943 wurde eine niederländische Übersetzung sämtlicher Tecumseh-Bände sowie von Die Karawane am Persergolf herausgegeben. In den 1950er Jahren erschien die Tecumseh-Reihe erneut auf Niederländisch. Auf Slowenisch erschienen bei Mladinska knjiga in Ljubljana (damals Jugoslawien) 1964 und 1965 Übersetzungen von Branimir Kozinc aller acht Bände der Nachkriegsausgabe von Tecumseh (Tekumze), 1970 der Mississippi-Saga.

## Ehrungen
- 1937: Literaturpreis der Reichshauptstadt Berlin für die Novelle Bewährung der Herzen.[19]
- 1939: Hans-Schemm-Preis für Tecumsehs Tod.[20]
- 1941: Clausewitz-Preis der Reichsstiftung für Deutsche Ostforschung.[21]

- 1983: Benennung einer Straße nach ihm in Pinneberg.[22]

## Werke (Auswahl)

### Erhard Wittek
- Das Buch als Werbemittel. 1926.
- Die Karawane am Persergolf. 1935.
- Männer. Ein Buch des Stolzes. 1936.
- Durchbruch anno achtzehn. Ein Fronterlebnis. 1933.
- Bewährung der Herzen. Novelle, 1937.
- Traum im Februar. Erzählung, 1939.
- Ein Becher Wasser, und andere Begebenheiten aus Polen. 1940.
- Der Marsch nach Lowitsch. Ein Bericht. 1940.
- Die soldatische Tat. Berichte von Mitkämpfern des Heeres im Westfeldzug 1940 hrsg. v. Oberkommando d. Heeres, ausgew. und bearb. von Erhard Wittek
- Die soldatische Tat, Der Kampf im Osten 1941/42 hrsg. v. Oberkommando d. Heeres, ausgew. und bearb. von Erhard Wittek
- Dem Vaterland zugute … Erzählung, 1944.

### Pseudonym Fritz Steuben
- Tecumseh-Reihe, seit 1930.
  - 1. Schneller Fuß und Pfeilmädchen. 1935.
  - 2. Der fliegende Pfeil. 1930.
  - 3. Der rote Sturm. 1931.
  - 4. Tecumseh, der Berglöwe. 1932.
  - 5. Der Strahlende Stern. 1934.
  - 6. Tecumseh, der große Seher. 1934.
  - 7. Der Sohn des Manitu. 1938.
  - 8. Ruf der Wälder. Erster Teil von Tecumsehs Tod. erschien ab 1951 separat
  - 9. Tecumsehs Tod. 1939.
- Der ehrliche Zöllner. Kleine Geschichten aus dem Osten. 1949.
- Wolfram fährt nach Südtirol. Die Geschichte einer Kinderfreundschaft. 1937. Zweite Auflage als Wolfram fährt in die Dolomiten. 1942. Dritte Auflage wieder als Wolfram fährt nach Südtirol. 1949.
- Bewährung der Herzen. 1949.
- Die Anna. Roman. 1951.
- Dort hinter dem gläsernen Berge. 1952.
- Zwei Mädel wie Hund und Katze. Ein fröhliches Buch aus glücklichen Tagen. Illustrationen von Ulrik Schramm. 1954.
- Müllers ziehen um. Zwei Mädel wie Hund und Katze in der neuen Heimat. Illustrationen von Ulrik Schramm. 1955.
- Gunnar vom Eisland. 1957.
- Mississippi-Saga. Sieur de La Salle, Entdecker, Eroberer, Edelmann. 1956.
- Tragödie am Mississippi. 1957.
- Der weite Ritt. Roman. 1960.
- Der alte Witt und andere Geschichten aus dem Osten. 1963.
- Auf großer Fahrt. Wanderungen zwischen Pregel und Beskiden. 1966.
- Die reinsten Musterkinder. Illustrationen von Heiner Rothfuchs. 1968.
- Der Thronfolger. Fürstensohn Ibn Saud gründet das heutige Königreich Saudi-Arabien. 1976.

### Übersetzungen
- Roland Dorgelès, Die hölzernen Kreuze. mit Tony Kellen.
- Richard Morenus: Alaska Slim. Ein Leben in der Wildnis. 1956.